# Erwin Ringel
Erwin Ringel (ur. 1921, zm. 1994) – austriacki lekarz psychiatra i neurolog, jeden z pionierów badań z zakresu suicydologii, działacz społeczny zajmujący się prewencją samobójstw.
Po objęciu władzy w Austrii przez nazistów w 1938 roku jako student wziął udział w antynazistowskiej demonstracji w Wiedniu.
Do dorobku naukowego Ringela należy stworzenie w 1953 roku terminu „zespół presuicydalny”.
W 1960 roku Ringel uczestniczył w założeniu Międzynarodowego Stowarzyszenia na Rzecz Zapobiegania Samobójstwom (ang. International Association for Suicide Prevention), które obecnie działa w ponad pięćdziesięciu krajach.
Pochowany na Cmentarzu Centralnym w Wiedniu.